# 31 juillet aux Jeux olympiques d'été de 2020
Navigation
Juillet :
- 21
- 22
- 23
- 24
- 25
- 26
- 27
- 28
- 29
- 30
- 31

Août : 
- 1er
- 2
- 3
- 4
- 5
- 6
- 7
- 8

Le samedi 31 juillet aux Jeux olympiques d'été de 2020 est le onzième jour de compétition.

## Programme
| Heure UTC+09:00 (Japon)                       |               |
| bleu                                          | Cérémonie     |
| neutre                                        | Épreuve       |
| or                                            | Finale        |
| orange                                        | Petite finale |
| rose                                          | Reporté       |
| gris                                          | Annulé        |
| Compétition masculine                         | Hommes        |
| Compétition féminine                          | Femmes        |
| Compétition mixte (hommes et femmes mélangés) | Mixte         |
| Compétition en couple (1 homme et 1 femme)    | Couple        |
| modifier                                      |               |

| Horaire | Discipline Spécialité | Discipline Spécialité | Discipline Spécialité | Phase | Résultats | Références |
| ------- | --------------------- | --------------------- | --------------------- | ----- | --------- | ---------- |
|         |                       |                       | -                     |       | -         | -          |

## Tableaux des médailles
| Rang  | Nation                 | Or | Argent | Bronze | Total |
| ----- | ---------------------- | -- | ------ | ------ | ----- |
| 1     | Chine                  | 2  | 1      | 3      | 6     |
| 2     | États-Unis             | 2  | 1      | 2      | 5     |
| 3     | Grande-Bretagne        | 2  | 0      | 1      | 3     |
| 3     | Suisse                 | 2  | 0      | 1      | 3     |
| 5     | France                 | 1  | 4      | 1      | 6     |
| 6     | Australie              | 1  | 1      | 2      | 4     |
| 7     | Jamaïque               | 1  | 1      | 1      | 3     |
| 7     | ROC                    | 1  | 1      | 1      | 3     |
| 9     | Suède                  | 1  | 1      | 0      | 2     |
| 10    | Nouvelle-Zélande       | 1  | 0      | 1      | 2     |
| 11    | Biélorussie            | 1  | 0      | 0      | 1     |
| 11    | Espagne                | 1  | 0      | 0      | 1     |
| 11    | Pays-Bas               | 1  | 0      | 0      | 1     |
| 11    | Pologne                | 1  | 0      | 0      | 1     |
| 11    | Qatar                  | 1  | 0      | 0      | 1     |
| 11    | Taipei chinois         | 1  | 0      | 0      | 1     |
| 11    | Turquie                | 1  | 0      | 0      | 1     |
| 18    | République dominicaine | 0  | 2      | 0      | 2     |
| 19    | Italie                 | 0  | 1      | 2      | 3     |
| 20    | Japon                  | 0  | 1      | 1      | 2     |
| 21    | Canada                 | 0  | 1      | 0      | 1     |
| 21    | Hongrie                | 0  | 1      | 0      | 1     |
| 21    | Saint-Marin            | 0  | 1      | 0      | 1     |
| 21    | Tchéquie               | 0  | 1      | 0      | 1     |
| 21    | Venezuela              | 0  | 1      | 0      | 1     |
| 26    | Allemagne              | 0  | 0      | 1      | 1     |
| 26    | Autriche               | 0  | 0      | 1      | 1     |
| 26    | Corée du Sud           | 0  | 0      | 1      | 1     |
| 26    | Fidji                  | 0  | 0      | 1      | 1     |
| 26    | Géorgie                | 0  | 0      | 1      | 1     |
| 26    | Israël                 | 0  | 0      | 1      | 1     |
| 26    | Malaisie               | 0  | 0      | 1      | 1     |
| 26    | Ukraine                | 0  | 0      | 1      | 1     |
| Total | Total                  | 21 | 21     | 22     | 64    |

| Rang  | Nation | Or | Argent | Bronze | Total |
| ----- | ------ | -- | ------ | ------ | ----- |
| 1     |        |    |        |        |       |
| 2     |        |    |        |        |       |
| 3     |        |    |        |        |       |
| 4     |        |    |        |        |       |
| 5     |        |    |        |        |       |
| Total |        |    |        |        |       |